# Alopecosa sciophila
Alopecosa sciophila là một loài nhện trong họ Lycosidae.
Loài này thuộc chi Alopecosa. Alopecosa sciophila được A. V. Ponomarev miêu tả năm 2008.